# 计算之书

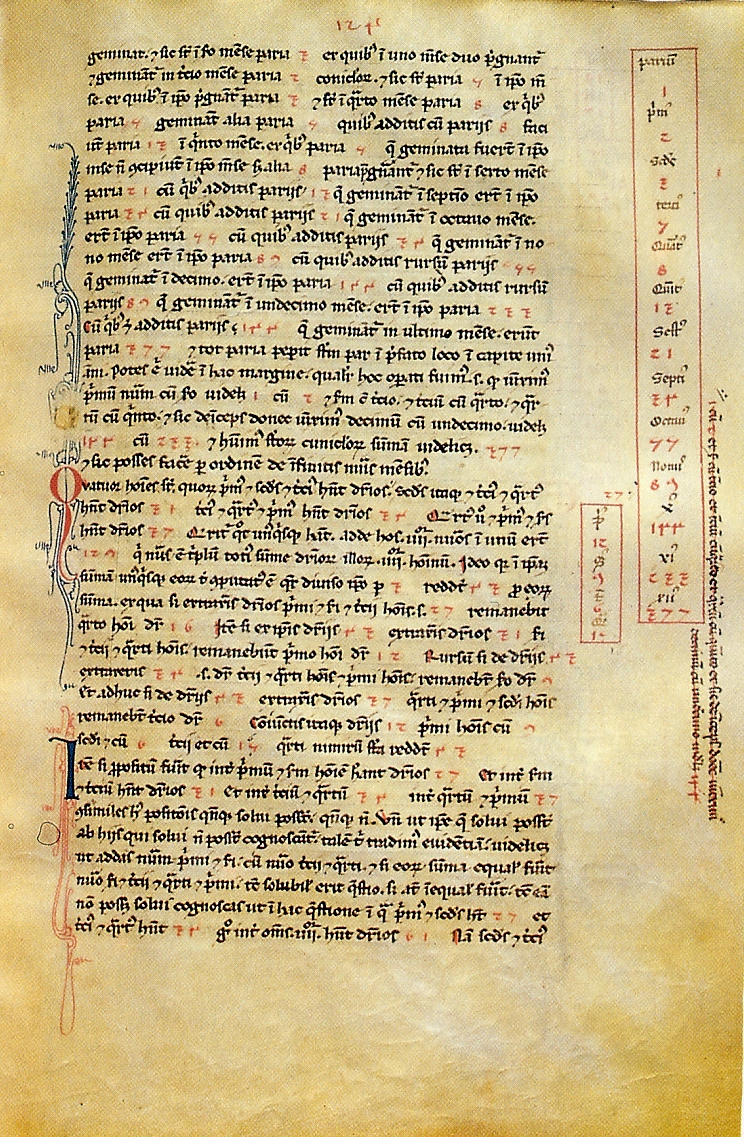
《计算之书》页面，藏于佛罗伦萨国立中央图书馆。右侧是斐波那契数 1, 2, 3, 5, 8, 13, 21, 34, 55, 89, 144, 233, 377。

《计算之书》（拉丁語：Liber Abaci，又称《算盘书》）是列奥纳多·费波那契的1202年拉丁语算术著作。此书对印度数字系统以及基于此的印度计算方法在欧洲的传播有着空前的贡献，被认为是中世纪欧洲最具影响力数学著作之一。:209

## 标题
拉丁语源于（意算盘），当时却意指（不依赖于算盘）的计算。因此标题翻译为《算盘书》有所不当。:4

## 影响
此书将印度的数字和十进进位制和基于此的（无需算盘的）计算方法及其他代数学方法传播到欧洲。数字和十进制与如今所使用类似，计算方法相当于今天小学所教的用纸和笔进行的四则运算。这在《计算之书》以前就经由阿拉伯和西班牙为少数欧洲人所知，而此前大部分欧洲人使用罗马数字，通过算盘进行计算，而且避免用零，《计算之书》改变了这一状况。:20:209:4
欧洲数字体系的转变历时三个世纪，而佛罗伦萨商人在其中作出了重要贡献。在此过程中，印度数字体系使用者和固守罗马数字和算盘者陷入颇深的对立。:21在16世纪印度数字完全取代了罗马数字。:21

## 出版史
1202年第一版出版，1228年第二版出版。:4第二版奉献给迈克尔·斯考特(英語：Michael Scot)。
1857年巴尔达萨雷·邦康帕尼(義大利語：Baldassarre Boncompagni)编辑出版首部印刷本。2002年首部英译本出版，由劳伦斯·西格勒翻译并添加序言、注和参考文献。2008年首部中译本出版，纪志刚等译。